# فرانك توسا
فرانك توسا (بالإنجليزية: Frank Tusa)‏ هو معلم موسيقى أمريكي، ولد في 1 أبريل 1947 في نيويورك في الولايات المتحدة.

## وصلات خارجية
- فرانك توسا على موقع ميوزك برينز (الإنجليزية)
- فرانك توسا على موقع ديسكوغز (الإنجليزية)